# Smrt v Benátkách (opera)
Smrt v Benátkách (anglicky: Death in Venice) je opera o dvou dějstvích skladatele Benjamina Brittena. Jedná se o autorovu poslední operu, zkomponovanou v roce 1976.

Libreto v angličtině Myfanwy Piper vzniklo adaptaci významné novely Thomase Manna Smrt v Benátkách. Premiéra se konala 16. června 1976 v rámci Aldeburgh Festival v Anglii, roli Gustava von Aschenbacha zpíval Brittenův partner, tenorista Peter Pears.

## Postavy
- Gustav von Aschenbach, spisovatel (tenor)
- Cestovatel, Gondoliér, Ředitel hotelu, Hotelový holič, Obstarožní elegán, Herec, Dionýsův hlas (baryton)
- Apollónův hlas (kontratenor)
- Hotelový vrátný (tenor)
- Úředník cestovní kanceláře (baryton)
- Polská dáma (taneční role)
- Tadzio, její syn (taneční role)
- Dvě dcery (taneční role)
- Chůva (taneční role)
- Jaschiu, Tadziův přítel (taneční role)

Postavy, které představují posly osudu hraje jediný zpěvák; role byla napsána pro baryton. Četné malé role jsou pokryty sólisty sboru. Tadzio a jeho polská rodina jsou tanečníci, odvážná, ale zajímavá volba, která odhaluje neslučitelnost mezi Aschenbachem a objektem jeho tužeb.

## Místo a doba
Mnichov a Benátky kolem roku 1911